# Ambloplites rupestris
Ambloplites rupestris es una especie de pez del género Ambloplites, familia Centrarchidae. Fue descrita científicamente por Rafinesque en 1817.
Se distribuye por América del Norte: río St. Lawrence, bahía de Hudson y cuencas del río Misisipi, desde Quebec hasta Saskatchewan en Canadá, y al norte de Georgia, el norte de Alabama y Misuri (nativo solo del río Meramec) en los EE. UU. Especie introducida en Europa. La longitud total (TL) es de 43 centímetros con un peso máximo de 1,4 kilogramos. Habita en áreas rocosas de los lagos, también en ríos pequeños y su dieta se compone de pequeños crustáceos, insectos y peces.
Está clasificada como una especie marina inofensiva para el ser humano.